# (130078) Taschner
(130078) Taschner ist ein im mittleren Hauptgürtel gelegener Asteroid. Er wurde am 26. November 1999 von dem österreichischen Amateurastronomen Erich Meyer an der Sternwarte Davidschlag (IAU-Code 540) entdeckt. Die Sternwarte befindet sich im Ortsteil Davidschlag der Gemeinde Kirchschlag bei Linz, Oberösterreich. Der Himmelskörper wird der Spektral-Klasse S zugeordnet und besitzt eine Absolute Helligkeit von 16,46 mag. Der geschätzte Durchmesser ist ungefähr 1.54 KM, was sich aus einer Lichtkurvenmessung ergeben hat.
Der Asteroid wurde nach dem österreichischer Mathematiker, Autor und Politiker (ÖVP) Rudolf Taschner benannt.